# Шмаков Євген Вікторович
Шмаков Євген Вікторович (нар. 7 червня 1985, Хмельницький) — український футболіст, півзахисник клубу «Промінь-Енергія».

## Спортивна біографія
Вихованець хмельницького футболу. Перший тренер — Юрій Юрійович Богач. Випускник львівського спортінтернату (тренер — Олег Дмитрович Родин).
В Україні виступав за «Карпати», «Галичину» зі Львова, луганську «Зорю», київські команди «Динамо» та «Арсенал». Дебютував у Вищій лізі України 23 липня 2006 року в грі «Карпат» проти «Металурга» з міста Запоріжжя (0:0).
2010 рік провів у клубі «Луч-Енергія» (Владивосток). У березні 2011 року перейшов у білоруський клуб «Гомель». У червні 2011 року визнаний найкращим легіонером білоруського чемпіонату.
З 2012 року спершу виступав за азербайджанський «Сімург», а потім казахський «Кайсар».

## Титули та досягнення
- Володар Кубка Білорусі: 2011.
- Бронзовий призер чемпіонату Білорусі: 2011.
- За опитуванням білоруського футбольного порталу «Football.by», був визнаний найкращим легіонером чемпіонату Білорусі в червні 2011 року.